# Lucien Gillen
Lucien "Llull" Gillen (Ciutat de Luxemburg, 7 d'octubre del 1928 - Ciutat de Luxemburg, 11 d'agost del 2011) és un ciclista luxemburguès professional del 1947 fins al 1966. Va destacar en el ciclisme en pista on va aconseguir tres medalles al Campionat del món de persecució, així com victòries en curses de sis dies. En ruta la seva victòria més important fou al Tour de l'Oise.

## Palmarès en pista
- 1948
  -  Campió de Luxemburg en Persecució
  -  Campió de Luxemburg en Velocitat
- 1949
  -  Campió de Luxemburg en Persecució
  -  Campió de Luxemburg en Velocitat
- 1950
  -  Campió de Luxemburg en Persecució
  -  Campió de Luxemburg en Velocitat
- 1951
  -  Campió de Luxemburg en Persecució
  -  Campió de Luxemburg en Velocitat
- 1952
  -  Campió de Luxemburg en Persecució
  -  Campió de Luxemburg en Velocitat
  - 1r als Sis dies de Copenhaguen (amb Kay Werner Nielsen)
- 1953
  - 1r als Sis dies de Copenhaguen (amb Ferdinando Terruzzi)
  - 1r als Sis dies de Dortmund (amb Ferdinando Terruzzi)
  - 1r als Sis dies de Saint-Étienne (amb Ferdinando Terruzzi)
- 1954
  - 1r als Sis dies de Copenhaguen (amb Ferdinando Terruzzi)
- 1955
  -  Campió de Luxemburg en Persecució
  -  Campió de Luxemburg en Velocitat
  - 1r als Sis dies de Berlín (amb Ferdinando Terruzzi)
  - 1r als Sis dies de Gant (amb Ferdinando Terruzzi)
- 1956
  -  Campió de Luxemburg en Persecució
  -  Campió de Luxemburg en Velocitat
  - 1r als Sis dies de Copenhaguen (amb Gerrit Schulte)
- 1959
  - 1r als Sis dies de Münster (amb Peter Post)
- 1964
  -  Campió de Luxemburg en Persecució
  -  Campió de Luxemburg en Velocitat
  - 1r als Sis dies de Mont-real (amb Robert Lelangue)
  - 1r als Sis dies de Quebec (amb Emile Severeyns)

## Palmarès en ruta
- 1953
  - Vencedor d'una etapa a la Volta a Luxemburg
- 1955
  - 1r del Tour de l'Oise i vencedor d'una etapa